# ロードヒーティング

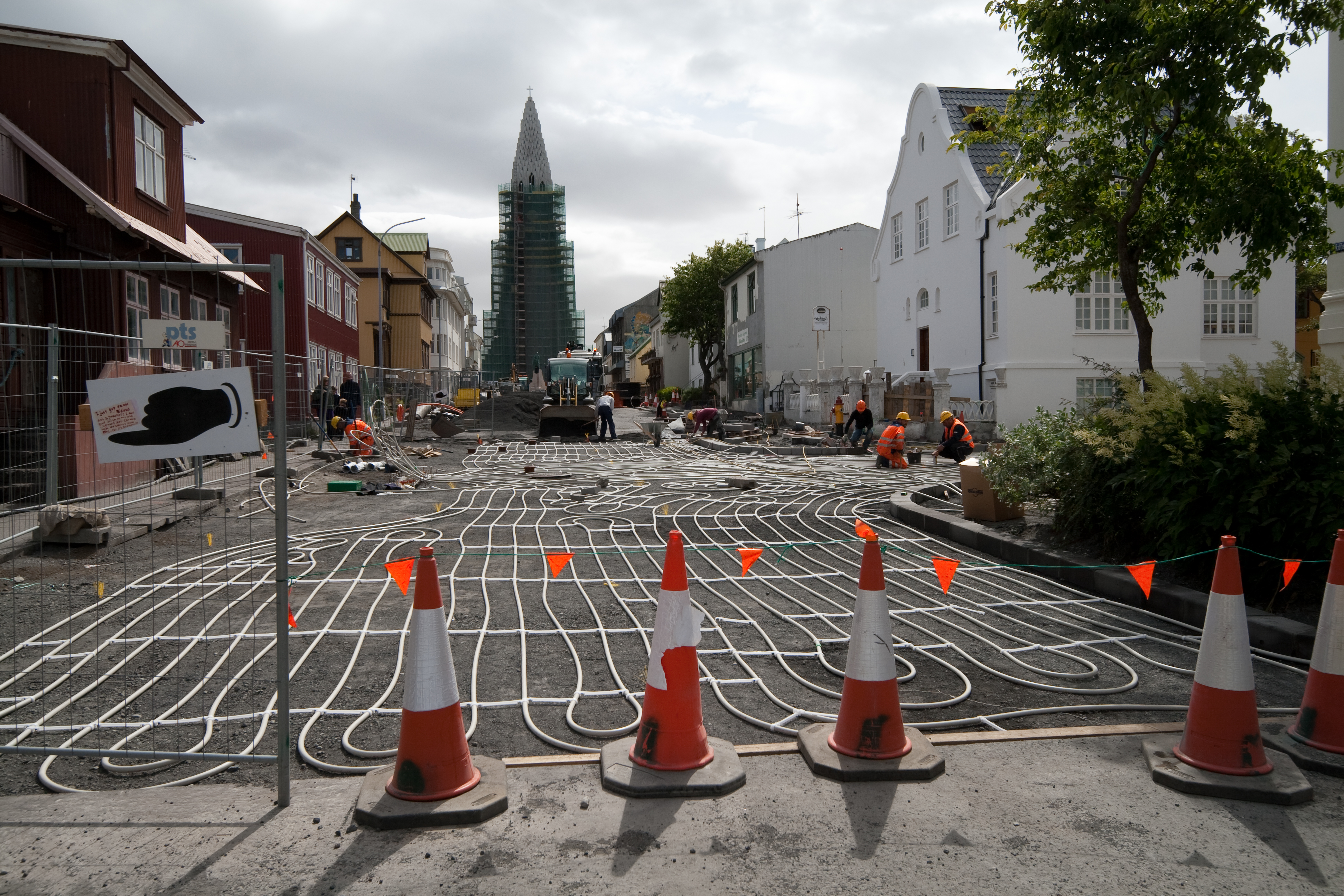
埋設作業

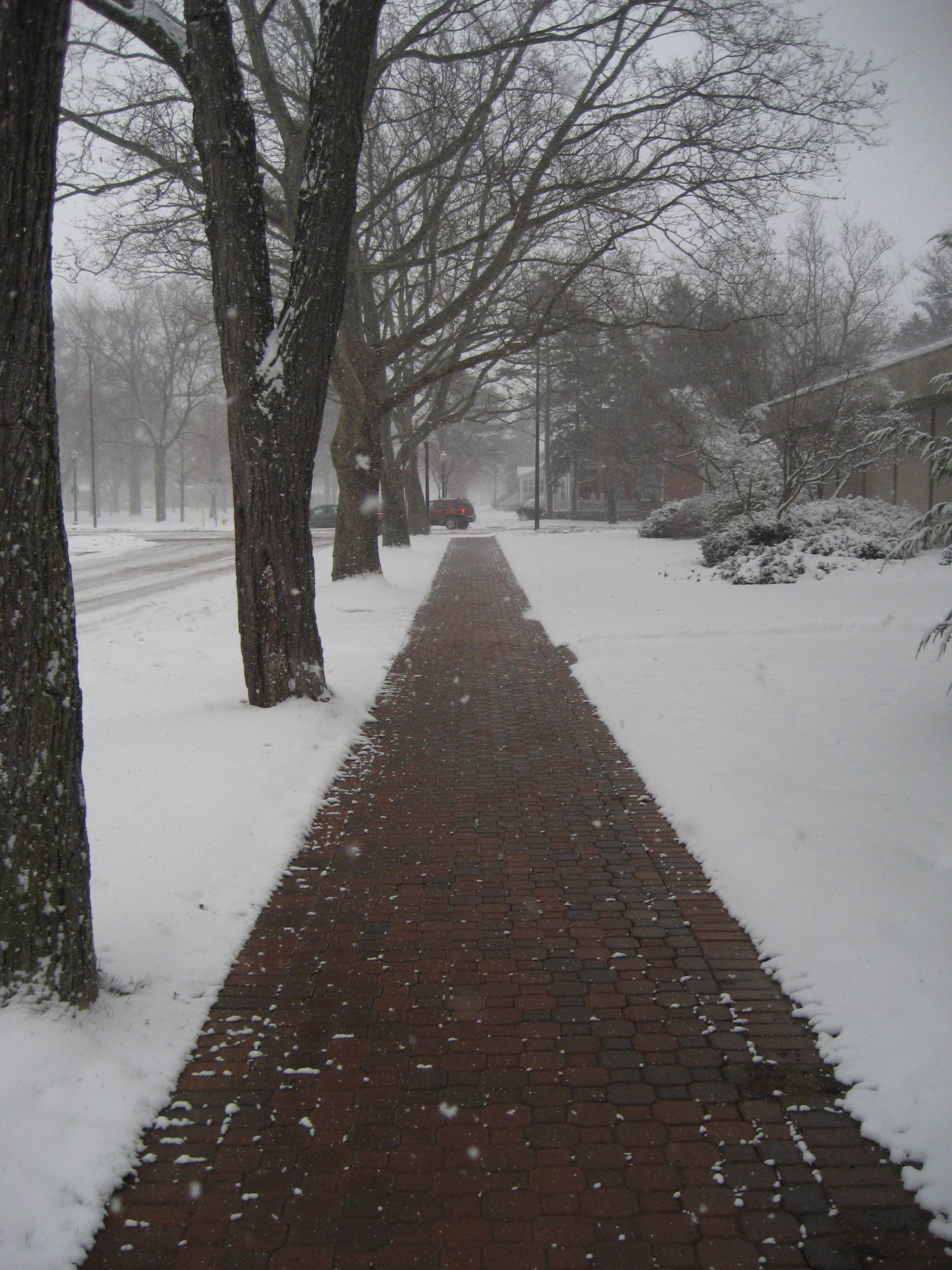
ロードヒーティングの効果

ロードヒーティングは、道路の融雪及び凍結防止のため路面の温度を上げる施設である。

## 概要
車道や歩道の舗装内に、電熱線類または温水を循環させるパイプを埋設し、路面を加熱する。気象状況や路面状況によって、断続または連続で運転し防雪、凍結防止目的とした運用方法となる。車両用道路だけではなくバリアフリー対策を兼ねて、市街地の歩道にも設置されている。高速道路では寒冷地以外でも、トンネル出口や橋梁凍結防止の短距離区間に設置される。
過去事例では施工費が高いため、北海道や山間部のように、気温が低く消雪パイプが凍結により、利用できない地域で用いられてきた。設置後もランニングコストが財政を圧迫し、使用を停止する地域も少なくない。温水を循環させる場合の熱源は、清掃工場の余熱や、ガスや灯油を燃料とした温水ボイラーを用いるものが多い。ヒートポンプや他の廃熱を利用するものもある。
近年では、維持管理費の問題を解決すべく風力発電、水力発電や、路床に手を加えて、地中熱を利用可能にした技術や、海水・湖水・温泉の高温排水といった、自然エネルギーを利用したロードヒーティングの総合的な取組みで、運用費用削減が行われている。
家庭用にも普及し、埋設しない小規模なロードヒーティングがあり、電力会社各社による融雪用電力のための、安価な料金プランが設定されている地域もある。

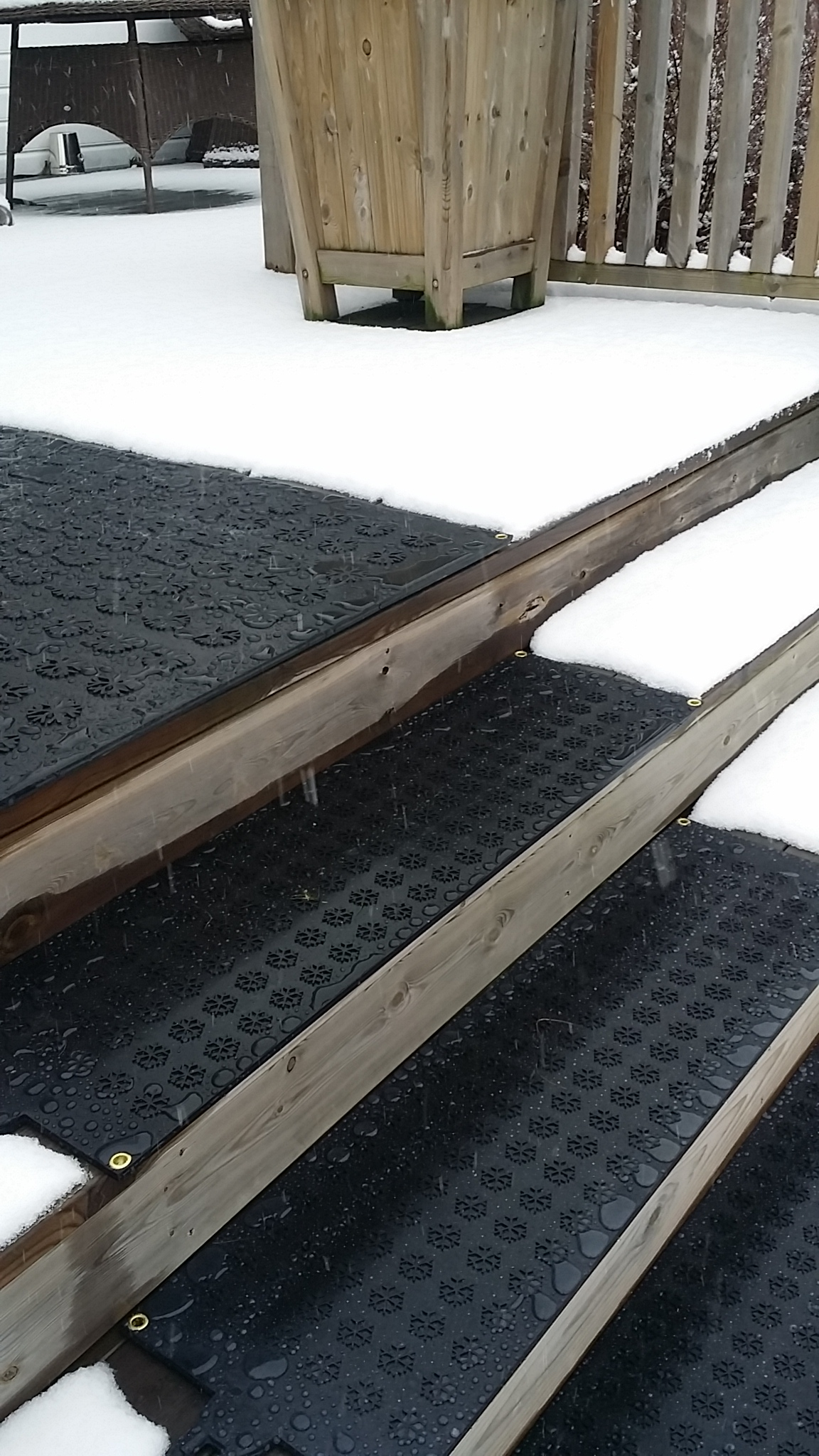
階段部分に設置された融雪マット